# Курма (аватара)
Курма — друга канонічна аватара Вішну, його інкарнація в образі черепахи

## Історія
Боги індуїзму дуже часто вступають у битву з демонами. Демони практикують суворий аскетизм, здобуваючи при цьому всілякі здібності, властиві богам, і тоді оголошують богам війну. В одному з таких випадків, коли демони здобули перемогу над богами, боги звернулися до Вішну з проханням допомогти їм повернути колишню міць. Вішну порадив богам укласти перемир'я з демонами і почати збивати океан з метою видобутку нектару Амрі́ти, що зробить їх безсмертними.
Тоді боги уклали мир з Асурами (Asuras), разом з демонами зібрали усі види рослин і трав і кинули їх в океан, підняли велику гору Мандару (Mandara) і використовували її як колотівку (стрижня для збовтування), а змію Васукі (Vasuki) як канат для обертання стрижня.
Але Земля почала опускатися під вагою гори. Тоді Вішну прийняв форму гігантської черепахи й спустився під гору Мандару. Його гігантський панцир слугував як опора, на якій гора могла обертатись. З океану з'явився нектар, що дав безсмертя і могутність богам.

## Іконографія
В іконографічному представленні даної інкарнації Вішну зображується напівчерепахою-напівлюдиною, нижня його половина черепашача. Він несе у двох руках мушлю і колесо, у той час як дві інші руки в благодатній і захисної позиціях.